# Luka Šulić
Luka Šulić (* 25. srpna 1987, Maribor) je slovinsko-chorvatský violoncellista. Spolu se Stjepanem Hauserem je členem 2CELLOS.

## Mládí
Šulić se narodil v Mariboru ve Slovinsku. Šulićův otec Božo (jehož prostřednictvím má Šulić, kromě slovinského, chorvatské občanství) pochází z chorvatského Dubrovníku a jeho matka Alja pochází ze slovinské Izoly. Jeho otec je také violoncellista a mnoho členů jeho rodiny je spojováno s hudbou.

## Kariéra
Luka Šulić vystupuje po celém světě a kombinuje sólová klasická představení s těmi, které má se svým kolegou Hauserem z 2CELLOS. Získal řadu hlavních cen na prestižních mezinárodních hudebních soutěžích, včetně první a speciální ceny na VII. violoncellové soutěži Lutosławski ve Varšavě (2009), první ceny v soutěži „New Talent“ Evropské vysílací unie (2006) a první ceny na Royal Academy of Music Patron's Award ve Wigmore Hall (2011).
Uvedl řadu sólových a komorních vystoupení v Evropě, Jižní Americe a Japonsku na významných místech jako Wigmore Hall, amsterdamský Concertgebouw a vídeňské Musikverein a Konzerthaus. Jako sólista vystoupil s orchestry jako Deutsche Radio Philharmonie, Australian Chamber Orchestra, Warsaw Philharmonic, Russian Symphony Orchestra a dalšími.
Šulić zahájil hudební vzdělání v Mariboru, když mu bylo pět let. Na začátku ho učil hrát jeho otec a jeho matka s ním hodně cvičila. Když mu bylo patnáct, stal se jedním z nejmladších studentů, který kdy vstoupil na hudební akademii v Záhřebu ve třídě profesora Valtera Dešpalje, kterou absolvoval ve věku pouhých 18 let. Ve vzdělávání pokračoval ve Vídni u profesora Reinharda Latzka. Šulić ukončil magisterské studium na Mats Lidstrom na Královské hudební akademii v Londýně v roce 2011.
Jeho mainstreamový úspěch začal, když se rozhodl spojit síly se svým přítelem a bývalým rivalem Stjepanem Hauserem. V lednu 2011 nahráli na YouTube violoncellovou verzi „Smooth Criminal“ od Michaela Jacksona. Během několika týdnů se jejich video stalo virálním a téměř okamžitě získalo více než 7 milionů zhlédnutí. To vedlo k nahrávací smlouvě se společností Sony MASTERWORKS a pozvání připojit se k Eltonu Johnovi na jeho celosvětovém turné.
Duo se objevilo v televizních pořadech, jako je The Tonight Show s Jayem Lenoem, The Ellen DeGeneres Show (dvakrát za 6 měsíců), Bachelor Wedding (Sean a Catherine), Today s Kathy Lee a Hodou a dalšími.
V lednu 2012 se objevili jako speciální hudební hosté v úspěšném televizním seriálu Glee, kde v epizodě natočené na počest Michaela Jacksona zahráli „Smooth Criminal“.
V letech 2011 až 2018 vydal jako člen skupiny 2CELLOS Šulić 5 alb nejrůznějších hudebních žánrů, od popu a rocku po klasická a filmová témata.
Po skončení amerického turné v roce 2019 si dal od dua pauzu, aby mohl pracovat na nezávislých projektech. Vydal album Vivaldi: The four Seasons. Bylo nahráno v Římě s Archi dell’Accademia di Santa Cecilia, dirigoval maestro Luigi Piovano. Luka řekl, že Vivaldiho Čtyři roční období miloval od dětství. Pro nahrávání si vybral Řím, protože Vivaldi byl Italem.

## Osobní život
Dne 7. července 2017 se tehdy 29letý Luka Šulić oženil s Tamarou Zagoranskou na soukromém obřadu ve Slovinsku. Dvojice byla spolu od roku 2015 a v prosinci 2016 se zasnoubila na dovolené na Novém Zélandu. Mají dva syny a dceru.

## Diskografie
- Vivaldi: Čtyři roční období (2019, Sony Masterworks)

## Ocenění

### Řády
- Stuha řádu Danice Hrvatské s tváří Marka Maruliće za zvláštní příspěvek ke kultuře a propagaci Chorvatska ve světě